# Yttre Ringvägen

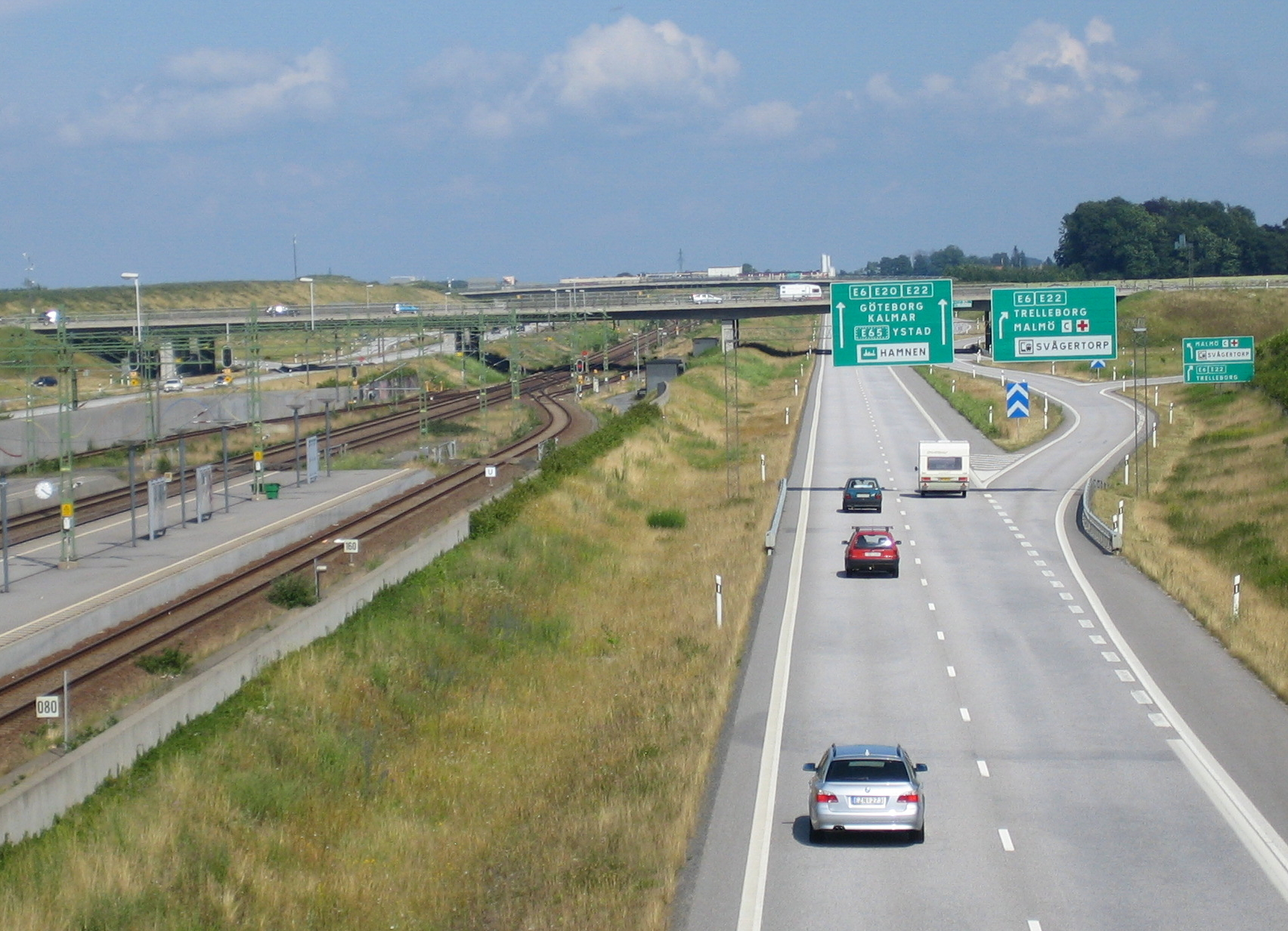
Yttre ringvägen vid Svågertorp

Yttre Ringvägen är en motorväg som är byggd för att förbinda motorvägen på Öresundsbron med de övriga motorvägarna runt Malmö. Yttre Ringvägen är också byggd för att leda trafiken från de fyra motorvägar som matar från olika håll mot Malmö. Yttre Ringvägen invigdes 17 juni 2000 då sträckan mellan Kronetorp och Petersborg öppnades. Den resterande sträckan fram till Öresundsbron öppnades den 1 juli samma år, samtidigt som bron.
Vägen ersatte delvis Inre Ringvägen, som blev av med en hel del transittrafik. Vägarna E6, E22 och E20 går på Yttre Ringvägen och väg E65 mellan Malmö och Ystad har sin start/slutpunkt på trafikplats Fredriksberg.

## Namngivning och numrering av trafikplatser längs Yttre Ringvägen
|  | Nr | Namn                       | Skyltning                                                                  |
|  | -- | -------------------------- | -------------------------------------------------------------------------- |
|  |    | Vintrie                    | Malmö (Limhamn-Bunkeflo) Sista avfart i Sverige                            |
|  |    | Naffentorp                 | Malmö S, Hyllie                                                            |
|  | 12 | Petersborg                 | E6/E22 Trelleborg, Vellinge, Skanör, Falsterbo, Malmö C (UMAS, Svågertorp) |
|  | 13 | Lockarp                    | Lockarp, Fosieby                                                           |
|  | 14 | Fredriksberg               | E65 Malmö S Ö, Ystad, Sturup                                               |
|  | 15 | Trafikplats Södra Sallerup | Malmö, Bara                                                                |
|  | 16 | Trafikplats Sunnanå        | 11 Malmö Ö, Staffanstorp, Simrishamn                                       |
|  | 17 | Trafikplats Helenelund     | Arlöv                                                                      |
|  | 18 | Trafikplats Kronetorp      | E22 Lund, Kalmar, Endast södergående: Malmö N                              |